# الببليوغرافيا الدولية للعلوم الاجتماعية
الببليوجرافيا الدولية للعلوم الاجتماعية (بالإنجليزية: The International Bibliography of the Social Sciences) هي ببليوجرافيا إلكترونية في العلوم الاجتماعية تعدها المكتبة البريطانية للعلوم السياسية والاقتصادية والتابعة لكلية لندن للاقتصاد. وتركز الببليوجرافيا بشكل خاص على أربعة حقول في العلوم الاجتماعية وهي علم الإنسان (الأنثروبولوجيا) والاقتصاد والسياسة وعلم الاجتماع, ولكنها تغطي حقولاُ معرفية أخرى كذلك كالدراسات التنموية والجغرافيا البشرية والدراسات البيئية والجندرية.
وتشتمل الببليوجرافيا على ما يقارب 2,5 مليون مرجع للمقالات, والكتب والمراجعات النقدية والفصول المختارة وتنمو هذه الببليوجرافيا بمعدل 100,000 مادة سنوياً, وهي تغطي في مراجعها نسبة 25% من المواد من لغات أخرى غير الإنجليزية.

## استخدام الببليوجرافيا
يمكن البحث في الببليوجرافيا الدولية للعلوم الاجتماعية عن طريق الكلمة المفتاحية أو اسم المؤلف أو المجلة ويمكن طباعة المادة المطلوبة أو إرسالها في البريد الإلكتروني كما يمكن تحميلها على وسيلة نقل خاصة. يتم تحديث الببليوجرافيا أسبوعياً ويمكن للمستخدمين أن يحصلوا على تنبيهات تصلهم على البريد الإلكتروني لمعرفة آخر المستجدات التي جرت على الببليوجرافيا والمواد الجديدة التي تمت إضافتها. وهنالك العديد من الكتيبات الإرشادية المتوفرة على الموقع الإلكتروني الخاص بالببليوجرافيا الدولية لمساعدة المستخدمين.
يمكن لجميع أفراد مؤسسات التعليم العالي والمستمر في المملكة المتحدة والدوائر الحكومية المركزية المخولة باستخدام الببليوجرافيا الدولية للعلوم الاجتماعية والمؤسسات البحثية المعتمدة من قبل مجلس البحوث في العلوم الاقتصادية والاجتماعية أن يستفيدوا من الببليوجرافيا مجاناً وذلك للدعم الذي تحصل عليه الببليوجرافيا من مجلس البحوث في العلوم الاقتصادية والاجتماعية.

## وصلات خارجية
- الموقع الرسمي